# Dasineura altajensis
Dasineura altajensis är en tvåvingeart som beskrevs av Fedotova 1997. Dasineura altajensis ingår i släktet Dasineura och familjen gallmyggor. Inga underarter finns listade i Catalogue of Life.